# 烏特庫卡卡山
14°33′21″S 69°27′29″W / 14.55583°S 69.45806°W
烏特庫卡卡山（Utkhuqaqa），是秘魯的山峰，位於該國東南部普諾大區，由桑迪亞省的科約科約區負責管轄，屬於阿波洛班巴山脈的一部分，海拔高度5,049米。